# Иготон
Иготон (англ. и хауса Ughoton) — город в штате Эдо в Нигерии.
Согласно устным бенинским преданиям, город был основан как Игуекаладерхан (земля Экаладерхана) Экаладерханом, сыном Оводо, последнего огисо (правителя) Бенинского царства. Во время изгнания Оводо за злоупотребления, Экаладерхан сбежал от Оводо, который хотел принести его в жертву богам. Охотники заметили Экаладерхана и сообщили об этом Оводо, и тот послал солдат, чтобы поймать его. Когда они прибыли на указанное место, Экаладерхана там уже не было, и солдаты с охотниками решили остаться и основать город, не рискуя вернуться и испытать на себе гнев Оводо.
В XV веке Уготон стал городом-портом при соседнем Бенине, принимая сначала португальских, а затем английских и голландских торговцев. Знаменитый венецианский исследователь Джованни Бельцони, известный своими успехами в поисках древнеегипетских древностей и продаже их Британскому музею, умер здесь в 1823 году от дизентерии во время экспедиции.
Есть ещё один город Уготон в районе местного самоуправления Окпе штата Дельта, в котором живут люди, говорящие на уробо-окпе. Как и уробос, эти уготонцы мигрировали из Бенина и вместе с другими окпа, контролирующими два из 25 местных органов самоуправления штата Дельта, говорят на уникальном языке.
С юга находятся селения Ицэкирис Орере и Омадино. К северу находятся Джеддо и Угбокодо, две деревни окпе.